# Marion Sundh
Marion Ingegerd Birgitta Sundh, född 2 maj 1927 i Skänninge, död 17 december 1987 i Solna, var en svensk sångerska och musiker. Hon gjorde även några mindre filmroller.

## Filmografi (urval)
- 1944 – På farliga vägar
- 1944 – Stopp! Tänk på något annat
- 1946 – Johansson och Vestman
- 1946 – Klockorna i Gamla Sta'n
- 1951 – 91 Karlssons bravader
- 1952 – Flottare med färg
- 1952 – Sabotage
- 1952 – Janne Vängman i farten

## Teater

### Roller
| År   | Roll        | Produktion                                                                                   | Regi          | Teater                  |
| ---- | ----------- | -------------------------------------------------------------------------------------------- | ------------- | ----------------------- |
| 1950 | Medverkande | Folk i farten, revy Karl-Ewert                                                               | Werner Ohlson | Odeonteatern, Stockholm |
| 1951 | Medverkande | De' som gömmes i snö, revy Karl-Ewert                                                        | Werner Ohlson | Odeonteatern, Stockholm |
| 1951 | Medverkande | Född i år, revy Karl-Ewert                                                                   | Werner Ohlson | Odeonteatern, Stockholm |
| 1952 | Medverkande | Kom som du ä', revy Karl-Ewert                                                               | Werner Ohlson | Odeonteatern, Stockholm |
| 1952 | Medverkande | Klart för start Karl-Ewert                                                                   | Werner Ohlson | Odeonteatern, Stockholm |
| 1953 | Medverkande | Glädjen i topp revy Charles Henry, Allan Forss, Tryggve Arnesson, Karl-Ewert, Herr Dardanell | Werner Ohlson | Odeonteatern, Stockholm |